# Ostrov Spirkin Oseredok (ö i Kazakstan)
Ostrov Spirkin Oseredok är en ö i Kazakstan. Den ligger i den västra delen av landet, 1 700 km väster om huvudstaden Astana.